# Cantonul Hédé
Cantonul Hédé este un canton din arondismentul Rennes, departamentul Ille-et-Vilaine, regiunea Bretania, Franța.

## Comune
- Dingé
- Guipel
- Hédé (reședință)
- Langouët
- Lanrigan
- La Mézière
- Québriac
- Saint-Gondran
- Vignoc